# Narcissus moleroi
Narcissus moleroi är en amaryllisväxtart som beskrevs av Francisco Javier Fernández Casas. Narcissus moleroi ingår i släktet narcisser, och familjen amaryllisväxter. Inga underarter finns listade i Catalogue of Life.